# Colline Salernitane
Colline Salernitane è un olio di oliva a denominazione di origine protetta.
L'area di produzione è compresa fra 87 comuni della provincia di Salerno.